# Un premier amour
Pour l’article homonyme, voir Un premier amour (film).
Chansons représentant la France au Concours Eurovision de la chanson
Printemps, avril carillonne
(1961) Elle était si jolie
(1963)
Chansons ayant remporté le Concours Eurovision de la chanson
 Nous les amoureux
(1961)  Dansevise
(1963)
Un premier amour est la chanson gagnante du Concours Eurovision de la chanson 1962 se déroulant à Luxembourg, interprétée par la chanteuse française Isabelle Aubret, marquant la troisième victoire de la France au Concours Eurovision de la chanson.

## Thème des paroles
La chanson est une ballade typiquement dramatique avec Isabelle Aubret qui chante sur l'effet qu'un premier amour peut avoir sur les gens.

## À l'Eurovision

### Sélection
La chanson Un premier amour est sélectionnée en interne par la Radiodiffusion-télévision française pour représenter la France au Concours Eurovision de la chanson 1962 le 18 mars à Luxembourg.

### À Luxembourg
Elle est intégralement interprétée en français, langue nationale, comme le voulait la tradition avant 1966.
La chanson était passée neuvième du concours, après De Spelbrekers qui représentaient les Pays-Bas avec Katinka et avant Inger Jacobsen qui représentait la Norvège avec Kom sol, kom regn. À l'issue du vote, elle a obtenu 26 points, se classant première sur seize chansons,.

### Successions et retour en 1968
La chanson suivante lauréate du Concours, en 1963, était Dansevise interprétée par Grethe & Jørgen Ingmann qui représentaient le Danemark. La chanson suivante qui représentait la France était Elle était si jolie, interprétée par Alain Barrière. 
Isabelle Aubret est retournée au concours en 1968, représentant à nouveau la France avec la chanson La Source, se classant troisième avec 20 points, derrière la gagnante espagnole Massiel avec La, la, la et la deuxième place du chanteur britannique Cliff Richard avec Congratulations.

## Classements
| Classement (1962)                       | Meilleure position |
| --------------------------------------- | ------------------ |
| Belgique (Wallonie Ultratop 50 Singles) | 16                 |
| France (IFOP)                           | 14                 |